# Idrottsklubben Uppsala Fotboll (femminile)
L'Idrottsklubben Uppsala Fotboll, citato nella sua forma contratta IK Uppsala Fotboll, è una squadra di calcio femminile svedese, con sede a Uppsala, capoluogo dell'omonimo comune della contea di Uppsala, ed affiliata all'Upplands Fotbollförbund. Milita in Elitettan, la seconda serie del campionato svedese.
Fondata nel 2016 come conseguenza della scissione della sezione Sirius dal club maschile, nella stagione 2019 conquista il secondo posto in Elitettan, assicurandosi così la partecipazione all'edizione 2020 della Damallsvenskan, il livello di vertice del campionato svedese, a soli quattro anni dalla sua istituzione.

## Organico

### Rosa 2020
Rosa, ruoli e numeri di maglia come da sito ufficiale e da sito della Federazione svedese.
| N. |                    | Ruolo | Calciatrice             |
| -- | ------------------ | ----- | ----------------------- |
| 1  | Svezia (bandiera)  | P     | Emma Holmgren           |
| 2  | Svezia (bandiera)  | D     | Ellen Arbman Hansing    |
| 3  | Islanda (bandiera) | D     | Anna Rakel Pétursdóttir |
| 4  | Svezia (bandiera)  | D     | Sofia From              |
| 5  | Svezia (bandiera)  | D     | Märta Säfström          |
| 6  | Svezia (bandiera)  | C     | Agnes Nyberg            |
| 7  | Svezia (bandiera)  | C     | Ariam Berhane           |
| 8  | Svezia (bandiera)  | A     | Cassandra Korhonen      |
| 9  | Svezia (bandiera)  | D     | Ingrid Wixner           |
| 10 | Svezia (bandiera)  | A     | Beata Olsson            |
| 11 | Svezia (bandiera)  | A     | Ellen Toivio            |

| N. |                     | Ruolo | Calciatrice           |
| -- | ------------------- | ----- | --------------------- |
| 12 | Svezia (bandiera)   | C     | Cornelia Kapocs       |
| 14 | Svezia (bandiera)   | D     | Sara Olai             |
| 16 | Svezia (bandiera)   | C     | Thea Barkfeldt        |
| 17 | Svezia (bandiera)   | A     | Angelina Thoreson     |
| 19 | Svezia (bandiera)   | C     | Marika Bergman-Lundin |
| 20 | Norvegia (bandiera) | D     | Lena Hansen           |
| 21 | Svezia (bandiera)   | D     | Amanda Bergström      |
| 22 | Svezia (bandiera)   | C     | Ida Strömblad         |
| 28 | Svezia (bandiera)   | C     | Nicole Odelberg-Modin |
| 30 | Svezia (bandiera)   | P     | Lina Lundqvist        |
|    | Svezia (bandiera)   | P     | Lovisa Fock           |